# Пампердуто (Ређо Емилија)
Пампердуто је насеље у Италији у округу Ређо Емилија, региону Емилија-Ромања.
Према процени из 2011. у насељу је живело 315 становника. Насеље се налази на надморској висини од 125 м.